# Kanaánský pes
Kanaánský pes (hebrejsky כלב כנעני‎, Kelev Knaáni) je psí plemeno původem z Izraele, kde jej považují za národní plemeno.

## Historie
Svůj název získal podle historické blízkovýchodní země Kanaán (dnešní Izrael, Libanon a část Sýrie). Jedná se o jedno z nejstarších plemen světa, které se datuje až do biblických dob. Původně byl chován beduínskými kmeny v Negevské poušti jako pastevecký a hlídací pes. O moderní podobu plemene se zasloužila doktorka Rudolphina Menzelová. V minulosti byl využit jako hledač min i jako vodící pes. V Izraelských obranných silách je rovněž využíván jako služební pes či hlídač a jeho obliba v Izraeli vzrostla. Izraelským chovatelským klubem uznán v roce 1953, Mezinárodní kynologickou federací (FCI) pak v roce 1966. V současné době se jedná o jediné psí plemeno, které je domestikované a zároveň žijící ve volné přírodě.

## Vzhled
Kanaánský pes je silný a středně velký pes. Má klínovitou hlavu, vztyčené uši, lehce zaoblené široké čelo, stočený ocas a krátkou až středně dlouhou rovnou srst. Nejtypičtějším zbarvením pro něj jsou pouštní barvy (pískovcová, červená, krémová, zlatá). Jeho zbarvení však může být různé (pískové, červenohnědé, bílé, černé, skvrnité), může mít masku (ta však musí být symetrická) a bílé znaky. Existují dva druhy tohoto psa: „dingo“ a „kólie“. Výška se pohybuje u psů od 50–60 centimetrů a u fen od 45–50 centimetrů. Váží od 16 do 25 kilogramů.

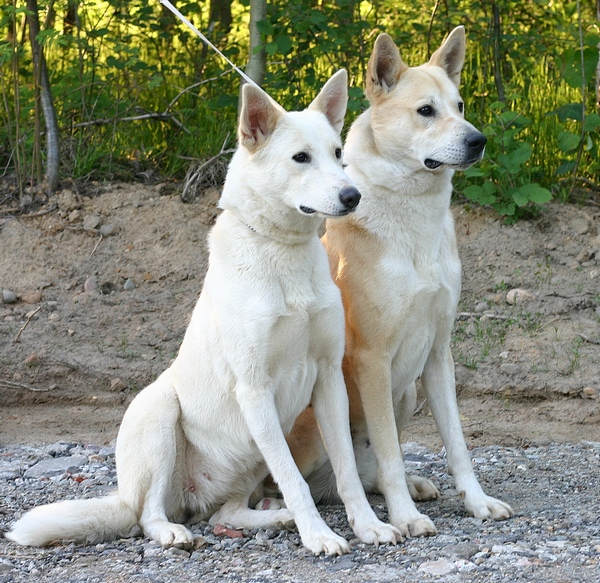
Bílé zbarvení
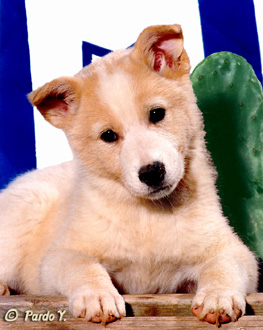
Pískové zbarvení
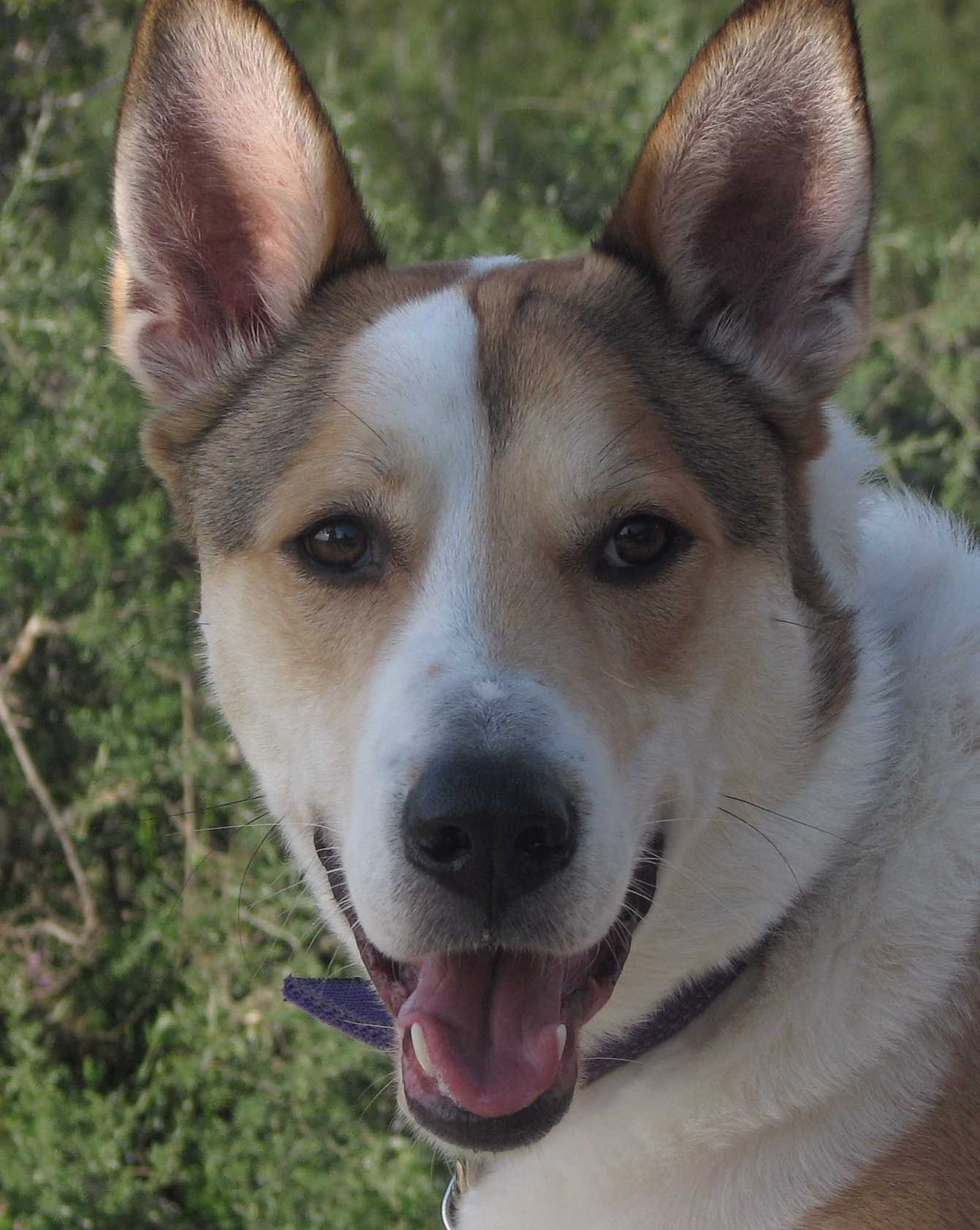
Červeno-hnědé zbarvení

## Povaha
Kanaánský pes má silný instinkt přežití a ostražitou a nezávislou povahu. Rychle reaguje, vůči cizím lidem je opatrný a má teritoriální sklony. Je výborný hlídač a ochránce a původně byl používán jako hlídač stád. Přestože se používá jako obranářský pes, je velmi vhodný do rodin s dětmi. Je inteligentní a rychle se učí, ale při opakování cviků rychle ztrácí pozornost a schopnost se soustředit.